# Сінфухорн – Намфонг
Сінфухорн – Намфонг – газопровід у Таїланді, споруджений для подачі ресурсу на ТЕС Намфонг. 
В 1981 році у віддаленому районі на північному-сході Таїланду виявили газове родовище Намфонг. Враховуючи розташування та розмір запасів, його не стали підключати до національної газотранспортної мережі, що формувалась навколо столичного регіону та родовищ Сіамської затоки. Натомість ресурс Намфонг використали для живлення спорудженої неподалік ТЕС Намфонг, яка стала до ладу в 1990 році. В межах проекту між ними проклали газопровід завдовжки 3,5 км із пропускною здатністю у 4 млн м3 на добу.
Враховуючи природнє виснаження родовища Намфонг, для стабільної роботи електростанції були потрібні нові джерела блакитного палива. Як наслідок, у 2006-му почали розробку розташованого північніше родовища Сінфухорн, що було виявлене ще у 1984-му. Від розташованої на ньому установки підготовки до ТЕС Намфонг проклали трубопровід завдовжки 64 км, який має діаметр 385 мм та максимальну пропускну здатність на рівні 4,5 млн м3 на добу.